# Клайв Вайт
Клайв Бредлі Вайт (англ. Clive Bradley White; нар. 2 травня 1940, Герроу, Лондон, Англія) — англійський футбольний арбітр.

## Кар'єра
Уайт дебютував в статусі головного арбітра матчів Англійської футбольної ліги в 1973 році у віці 33 років; до цього 4 роки він відпрацював боковим помічником. Він швидко прогресував і до 1978 році отримав міжнародну категорію арбітра ФІФА.
У 1982 році Вайт удостоївся честі судити фінальний матч Кубка Англії, в якому на «Вемблі» зійшлися дві лондонські команди — «Тоттенгем Готспур» і «Квінз Парк Рейнджерс». Гра закінчилася внічию, і Клайв був призначений також і на перегравання, в якому за рахунок одного реалізованого на 6-й хвилині пенальті перемогу здобули «шпори».
Вайт був включений у список арбітрів, які повинні були відсудити ігри чемпіонату світу 1982 року в Іспанії. На турнірі він провів три матчі: один у статусі головного судді, в якому Бельгія зіграла внічию 1:1 з Угорщиною, а також дві гри — СРСР проти Нової Зеландії і СРСР проти Польщі — помічником судді.
На цьому етапі Вайт зарекомендував себе як один з найкращих арбітрів Англії. Однак на піку кар'єри він був звинувачений в шахрайстві і з 30 липня 1982 року його було виведено зі списку суддів Англійської ліги.